# Acubens
Acubens (auch Akubens geschrieben) ist der Eigenname des Sterns α (alpha) Cancri im Sternbild Krebs.
Acubens gehört der Spektralklasse A3 an und besitzt eine scheinbare Helligkeit von +4,3m, damit ist er der vierthellste Stern des Sternbildes Krebs. Er ist etwa 178 Lichtjahre von der Sonne entfernt.
Acubens kann als ekliptiknaher Stern vom Mond und von Planeten bedeckt werden.